# Willi Wendt
Willi Wendt, eigentlich Wilhelm Wendt (* 9. Mai 1854; † nach 1930), war ein deutscher Gartengestalter und Gartenbaudirektor in Berlin.

## Leben und Werk

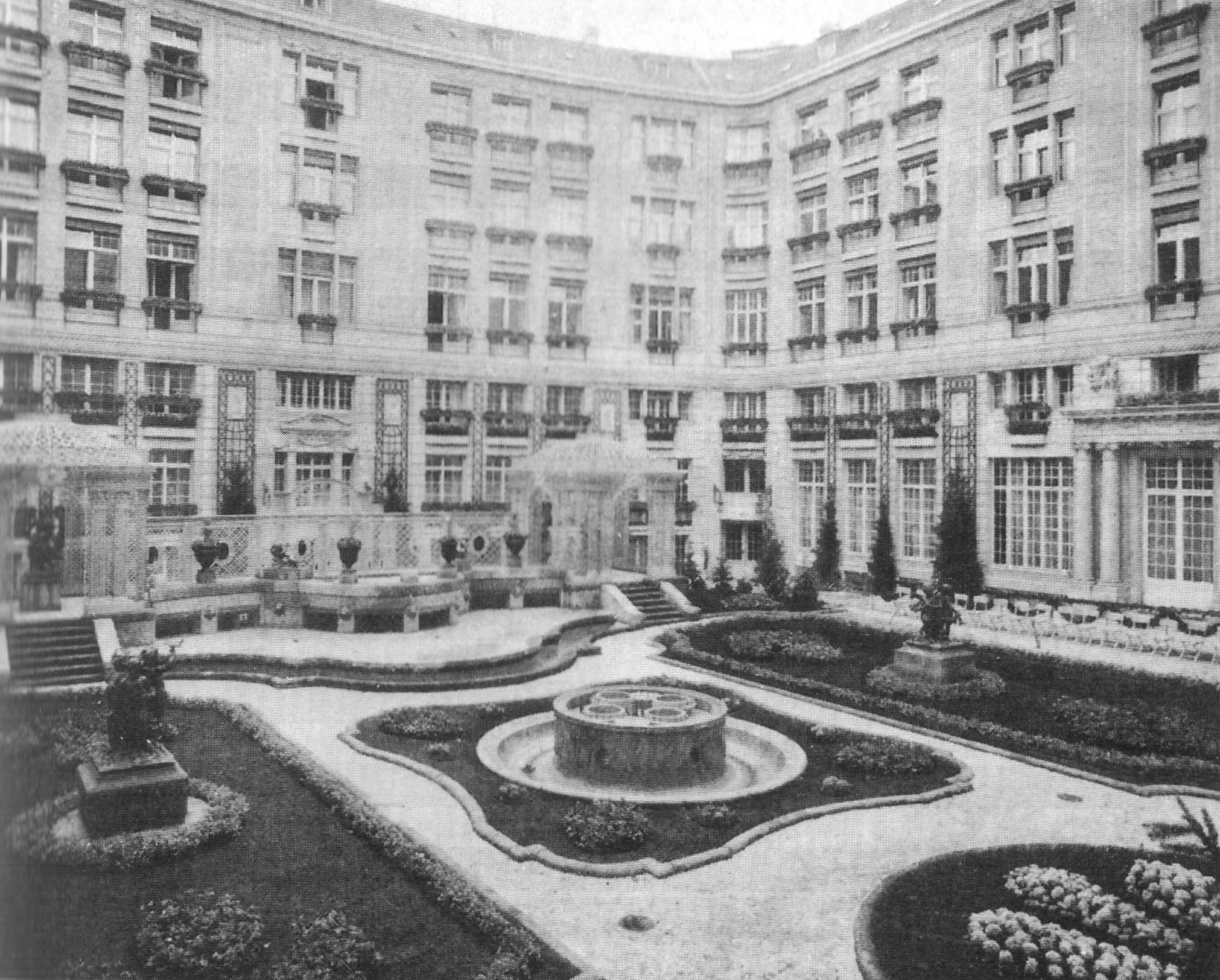
Der Gartenhof des Hotels „Esplanade“, gestaltet von Willi Wendt. Die Aufnahme entstand vermutlich kurz nach der Fertigstellung von Hotel und Garten um 1910

Nach einer Gärtnerlehre in der Gärtnerei Liebig in Dresden arbeitete Willi Wendt zunächst als Gehilfe in der Firma seines Vaters, „Rosen Wendt“, in der Berliner Hasenheide.
Später machte er sich in Berlin als Landschaftsgärtner selbstständig. Er spezialisierte sich um 1901 auf die Neuanlage und Pflege von Hotelgärten. In dieser Zeit schuf er unter anderem die gärtnerischen Anlagen der Luxushotels „Esplanade“, „Bristol“ und „Savoy“.
Ab 1913 bis mindestens 1930 war er Berliner Gartenbaudirektor.
Willi Wendt war außerdem Mitglied in der Deutschen Gesellschaft für Gartenkunst (DGfG) und im Verein deutscher Gartenkünstler (VdG) und zehn Jahre lang dessen Schatzmeister. Zudem war er Mitglied der Berliner Freimaurerloge Zum goldenen Schiff.